# Justizvollzugsanstalt Kassel III
Die Justizvollzugsanstalt Kassel III war eine selbstständige Haftanstalt mit Einrichtungen im Großraum Kassel. Das Gebäude wird auch „Elwe“ genannt, was im nordhessischen Dialekt die Zahl Elf bedeutet und sich auf die Hausnummer des Gebäudes an der Leipziger Straße bezieht.
Ursprünglich waren ihre Standorte der heutigen JVA Kassel I als Zweiganstalten angegliedert. Sie entstand aber mit Wirkung zum 1. April 2001 als organisatorisch eigenständige Vollzugsanstalt durch Auslagerung sämtlicher Zweiganstalten. Die sogenannte „Elwe“ wurde aufgrund dringender Sanierungsbedürftigkeit zum Ende 2009 geschlossen, in der JVA Kassel I wurde der D-Flügel für die Belange der Untersuchungshaft umgebaut. Die bisher der JVA III zugeordnete Haftanstalt für Frauen in Kaufungen wurde der JVA I zugeordnet. Nach einer Zwischennutzung als Veranstaltungsort und Hotel befinden sich in dem Gebäude seit 2016 Eigentumswohnungen.

## Standorte

### Kassel

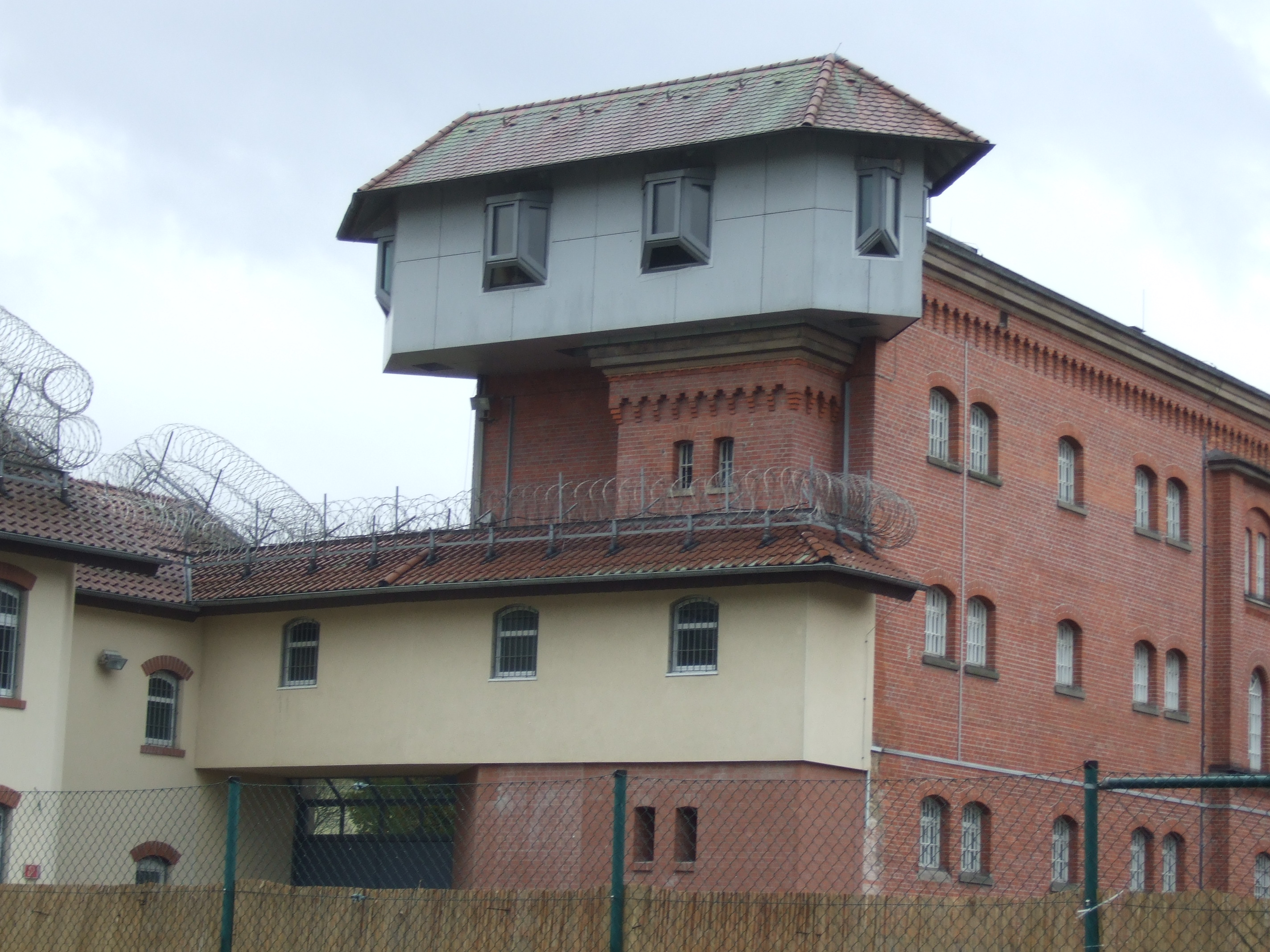
Ehemaliger Wachturm im Hof

Hauptsitz war die sogenannte „Elwe“ in der Leipziger Straße 11. Es handelte sich um ein Untersuchungsgefängnis für erwachsene Männer und Abschiebehaftanstalt, daneben wurden bis zu 16 baulich abgetrennte Hafträume zur Unterbringung männlicher Jugendlicher genutzt. Außerdem befand sich hier eine Sammeltransportstelle für Gefangene „auf Schub“ (jetzt in der JVA Kassel I).
Der heutige dreistöckige Backsteinbau in U-Form wurde 1876 fertiggestellt; bereits zuvor befand sich am gleichen Ort ein Gefängnis, das sogenannte „Stockhaus“ der preußischen Verwaltung (Abriss Anfang der 1870er). Die Nebengebäude entstanden 1906. 1969 wurde die eigenständige Untersuchungshaftanstalt der JVA Kassel I angegliedert. Beschädigungen durch Brände in einer Revolte von Abschiebehäftlingen im Sommer 1994 machten einen Neubau des Arbeitsgebäudes notwendig. Die Meuterei, bei der Geiseln genommen worden waren, wurde von der GSG-9 beendet.
Aufgrund fälliger Sanierungsarbeiten wurde am 10. November 2009 die Schließung der „Elwe“ beschlossen. Die Untersuchungshäftlinge werden nunmehr in der JVA Kassel I untergebracht, die Zweiganstalten Baunatal und Kaufungen verwaltungstechnisch an diese angegliedert.

#### Weitere Nutzung
In den Jahren von 2012 bis 2014 wurde die Elwe von einer Eventagentur für verschiedene Veranstaltungen genutzt. Während der dOCUMENTA (13) wurde das ehemalige Gefängnis als Hotel benutzt, während der Fußball-Weltmeisterschaft 2014 für Public Viewing und für den Hindernislauf „Break out and come free“.
Seit dem September 2015 erfolgt ein Umbau des ehemaligen Untersuchungsgefängnisses zu Eigentumswohnungen. Ein Baunataler Unternehmer hatte, gemeinsam mit einem Geschäftspartner vom Land Hessen den Gebäudekomplex für 570 000 Euro erworben und bis zum September 2016 sollen hier 50 Wohnungen entstehen. Die ehemalige Gefangenen-Sporthalle wurde von der Stadt Kassel als Turnhalle für die benachbarte Grundschule erworben.

### Baunatal
Die 1987 errichtete Zweiganstalt in der Kirchbaunaer Straße in Baunatal konzentriert den offenen Vollzug für Nordhessen. Es stehen 118 Haftplätze für weibliche und männliche Gefangene zur Verfügung.

### Kaufungen
Das Frauengefängnis der JVA Kassel III entstand durch Umwidmung einer von 1948 bis 2000 dort eingerichteten Jugendarrestanstalt im Gebäude in der Leipziger Straße 419, das 1916 als Gerichtsgefängnis erbaut worden war. Hier befinden sich 37 Haftplätze für Untersuchungs- und Strafhaft.